# Otto Schärpf
Otto Schärpf (* 8. August 1929 in Walldürn; † 13. Juni 2019 in München) war ein deutscher Physiker, Hochschullehrer und Priester im Orden der Jesuiten.

## Leben und Forschung
Schärpf besuchte das Matthias-Grünewald-Gymnasium in Tauberbischofsheim. Nach dem Abitur 1948 absolvierte er eine philosophisch-theologische Ausbildung von 1951 bis 1954 im Jesuitenorden in Pullach und von 1955 bis 1959 in Innsbruck.  Nach der Priesterweihe 1958 studierte er von 1960 bis 1967 Mathematik und Physik an der Technischen Universität München. Nach der Habilitation 1977 an der Technischen Hochschule Braunschweig zum Thema „Verhalten der Neutronen beim Durchgang durch die Blochwand“ arbeitete er zunächst als Dozent und dann als außerplanmäßiger Professor für Physik an der TU Braunschweig und am Forschungszentrum Karlsruhe. 1979 wechselt er an das europäische Zentrum für die Forschung mit Neutronen, das Institut Laue-Langevin (ILL) in Grenoble, Frankreich.
Schärpf realisierte ein damals völlig neuartiges Instrument zur Analyse kalter polarisierter Neutronen. Voraussetzung hierfür war die Entwicklung von sogenannten Superspiegeln, metallische Vielfachschichten auf Glassubstrat, die kalte Neutronen großer Divergenz und nur einer Polarisationsrichtung reflektieren. Er perfektionierte die Herstellung dieser Superspiegel und baute daraus sogenannte Bender als Polarisatoren und Polarisationsanalysatoren kalter Neutronen, die wesentlichen Elemente seines neuartigen Neutronenstreuinstruments. Mit zahlreichen sorgfältig geplanten Experimenten entwickelte er dann die sogenannte xyz-Methode der Polarisationsanalyse, die es erlaubt, in einem Multidetektorinstrument die verschiedenen Beiträge zum Streuquerschnitt zu trennen und damit Zugang zu Korrelationsfunktionen zu erhalten, die sich direkt mit der Theorie vergleichen lassen. Damit waren völlig neue Erkenntnisse zugänglich zu so unterschiedlichen Fragestellungen wie die Bedeutung magnetischer Fluktuationen in Hochtemperatursupraleitern, die Mechanismen der Diffusion in Kondensierter Materie,  zweidimensionale Quantenmagnete, Nahordnung in Weicher Materie, magnetische Nahordnung und Spin-Spin-Korrelationen in frustrierten magnetischen Materialien. Seine Erfahrungen mit polarisierten Neutronen und seine Superspiegelanalysatoren waren darüber hinaus in der Kernphysik gefragt und sind entscheidend für Präzisionsmessungen zum Beta-Zerfall von Neutronen.
1991 wurde Schärpf Mitglied der Europäischen Akademie der Wissenschaften und Künste.  Er arbeitete seit 1996 an der Physikalischen Fakultät der TUM in Garching und lebte im Berchmanskolleg in München.

## Veröffentlichungen (Auswahl)
- Verhalten der Neutronen beim Durchgang durch die Blochwand, 1976
- Messung von Streufeldern über Wänden ferromagnetischer Bereiche, München, 1968